# 가네다 마사야스
가네다 마사야스(일본어: 金田 正泰, 이전의 성 : 竹村, 말년의 성 : 小武内, 1920년 7월 21일 ~ 1992년 12월 5일)는 일본의 전 프로 야구 선수이자 야구 지도자, 야구 해설가·평론가이다.
교토부 교토시 출신으로 현역 시절부터 감독 시절까지 줄곧 한신 타이거스에서만 선수와 지도자 생활을 했다.

## 인물

### 선수 시절
구제 헤이안 중학교 시절에는 1938년 여름 대회부터 1939년 봄 대회까지 고시엔에 출전했다. 1942년 헤이안 중학교를 졸업하면서 몇 구단에서 제의가 있었으나 그 중 가장 조건이 나빴던 한신에 입단했다.
전시 하에 선수 수가 부족했기 때문에 2년차인 1943년에는 레귤러가 되었지만 타격 성적은 다른 선수보다 뒤떨어졌다. 전후인 1946년에 438타수 152안타, 타율 .347로 수위 타자와 최다 안타를 품에 안았다. 이 해에는 가네다 이외에 고 쇼세이, 도이가키 다케시, 후지무라 후미오, 혼도 야스지 등의 리그를 대표하는 타자들이 포진해 있던 한신의 타선은 '다이너마이트 타선'으로 명명되었다. 다음 해인 1947년에도 타율이 리그 2위의 성적을 거두며 팀의 우승에 기여했다.
1949년 오프 시즌에 벳토 가오루, 도이가키를 포함해 4번 타자인 후지무라와 가네다를 제외한 주요 타자들이 마이니치 오리온스로 이적했다. 한신에 잔류한 가네다는 1번 타자로 나서며 1951년에 리그 3위, 1953년에 리그 2위의 타율을 기록하며 타선을 이끌었다. 1951년에 기록한 시즌 18 3루타는 현재까지도 깨지지 않고 있는 일본 프로 야구 기록이다. 1955년에는 구단 첫 개막전 1회 선두 타자 홈런을 기록했고(타이거스의 일본인 선수로서는 현재까지도 유일, 외국인 선수로는 2011년 맷 머턴이 기록) 1956년에는 '후지무라 배척 사건'의 중심 인물이 되기도 했다. 이후 1957년에 현역에서 은퇴했다.
선수로서는 발이 빠른 호타준족에 수비도 좋았고 번트 등을 솜씨 좋게 해내는 만능 선수였다. 특히 타격에서 안정감을 보여주며 1번이나 2번 타자로 몇 번이나 기회를 만들었다. 시즌 18 3루타와 이닝 2 3루타 등 일본 프로 야구 기록을 가지고 있는 것으로 알려져 있다.

### 그 후
은퇴 후 다음 해인 1958년에 2군 감독으로 취임했고 1960년에서 1961년 도중까지 감독, 그 후 약 10년은 NET와 당시의 계열사인 마이니치 방송의 야구 해설자로 현장과 떨어져 있었지만 1972년 수석 코치로 복귀해 같은 해 4월 21일부터 실질적인 감독으로 팀을 이끌며(명목상의 정식 감독은 무라야마 미노루였지만 성적 부진을 이유로 사실상 투수 코치로 전임되어 지휘권을 양보) 시즌을 2위로 마쳤다. 무라야마가 같은 해를 마지막으로 현역에서 은퇴했기 때문에 1973년부터는 정식 감독으로 취임했다.
1973년에는 전년에 이어 2위라는 성적을 거두었지만 마지막 2경기에서 매직 넘버 1을 남겨두고 최종전에서 요미우리 자이언츠에게 패배하며 요미우리의 V9을 허용했다. 경기 종료 약 2시간 후, 흥분으로 폭동 상태가 된 관중들을 진압하기 위해 경찰의 요청으로 "이런 모습이 되어 정말로 죄송하다"고 사죄하는 장면도 있었다. 이 해 5월 가네다는 투수인 곤도 마사토시에 대해 "원숭이도 담배를 피우는 것인가?"라는 폭언을 퍼부었다. 그리고 시즌 종료 후 1973년 11월 23일 한신 팬 감사 데이가 끝난 후 고시엔 구장에서 곤도에게 그 폭언에 대한 사과를 요청받았으나 받아들여지지 않아 폭행을 당했다. 곤도에 대해서는 리그에서 엄중 계고 처분이, 구단에서는 근신 처분이 내려졌으나 곤도는 그 이전부터 은퇴를 결정했고 프로덕션 20년의 연맹 표창을 버리는 타격을 입었다(곤도는 매우 온후한 인물로 알려져 있었다. 결국 자유 계약으로 퇴단). 곤도 뿐만 아니라 스즈키 기요타케에게도 맞았고 이외에도 무라야마의 대학 후배에 해당하는 후지이 에이지와 에나쓰 유타카와의 불화 등 일부 주력 선수와의 대립이 격화되었다. 시즌 종료 후 11월에 에나쓰는 "가네다 감독 아래에서 플레이를 할 수 없다"고 표명하며 내분이 표면화되었고 후지이는 곤도에 대해 말하기 전부터 가네다에 대한 불만이 있어 시즌 후 트레이드로 다이헤이요 클럽 라이온스로 이적했다. 결국 12월에 "에나쓰를 안아가며 팀을 만드는 것에 자신이 없다"고 사의를 표명했지만 양측의 의견을 각각 듣는 형태로 수습에 나섰던 도자와시 가즈타카 구단 대표에 의해 가네다는 연임되었고, 에나쓰도 팀에 남게 되었다. 다음 해인 1974년에는 전반기에 선두를 내달렸으나 후반기에 4위로 밀려나며 감독을 사임했다. 감독으로서는 곤도와의 사건 등 문제가 많았다.
감독 사임 후 야구 해설자로 복귀하지 않고 프로 야구와 거리를 두었다. 성을 오부나이(小武内)로 바꾸고 오사카에서 스테이크 가게를 영위하기도 했다. 1992년 12월 5일에 급성 심부전으로 사망했다. 향년 72세. 장례는 밀장으로 하여 구계의 인사들은 많이 참석하지 않았으나 1972년 수석 코치로 부임했을 당시의 감독이었던 무라야마는 장례식에 참석했다.

## 상세 정보

### 출신 학교
- 구제 헤이안 중학교(현재의 류코쿠 대학 부속 헤이안 고등학교)

### 선수 경력
- 한신군·오사카 타이거스(1942년 ~ 1944년, 1946년 ~ 1957년)

### 지도자·기타 경력
- 오사카 타이거스 2군 감독(1958년 ~ 1961년)
- 마이니치 방송 야구 해설가
- 한신 타이거스 수석 코치(1972년)
- 오사카 타이거스·한신 타이거스 감독(1960년 ~ 1961년 8월, 1973년 ~ 1974년)

### 수상·타이틀 경력

#### 타이틀
- 수위 타자 : 1회(1946년)
- 최다 안타(당시는 타이틀은 아님) : 1회(1946년) ※1994년부터 타이틀로 제정됨

#### 수상
- 베스트 나인 : 3회(1947년, 1951년, 1953년)

### 개인 기록
- 사이클링 히트 : 1회(1949년 4월 16일, 대 난카이 호크스 전, 고라쿠엔 구장) ※역대 2번째
- 올스타전 : 3회(1953년 ~ 1955년)
- 통산 1000경기 출장 : 1952년 9월 11일 ※역대 13번째

### 등번호
- 28(1942년 ~ 1943년)
- 7(1946년 ~ 1949년, 1951년 ~ 1959년)
- 21(1950년)
- 30(1960년 ~ 1961년)
- 73(1972년 ~ 1974년)

### 연도별 타격 성적
| 연 도       | 소 속       | 경 기 | 타 석 | 타 수 | 득 점 | 안 타 | 2 루 타 | 3 루 타 | 홈 런 | 루 타 | 타 점 | 도 루 | 도 루 자 | 희 생 번 | 희 생 플 | 볼 넷 | 고 4 | 사 구 | 삼 진 | 병 살 타 | 타 율 | 출 루 율 | 장 타 율 | O P S |
| ----------- | ----------- | ----- | ----- | ----- | ----- | ----- | ------- | ------- | ----- | ----- | ----- | ----- | -------- | -------- | -------- | ----- | ---- | ----- | ----- | -------- | ----- | -------- | -------- | ----- |
| 1942년      | 한신 오사카 | 68    | 179   | 142   | 14    | 21    | 2       | 1       | 1     | 28    | 4     | 5     | 5        | 9        | --       | 27    | --   | 1     | 22    | --       | .148  | .288     | .197     | .485  |
| 1943년      | 한신 오사카 | 78    | 262   | 207   | 26    | 51    | 7       | 1       | 2     | 66    | 13    | 10    | 4        | 15       | --       | 39    | --   | 1     | 16    | --       | .246  | .368     | .319     | .687  |
| 1944년      | 한신 오사카 | 24    | 103   | 83    | 13    | 16    | 2       | 3       | 1     | 27    | 7     | 0     | 2        | 4        | --       | 16    | --   | 0     | 10    | --       | .193  | .323     | .325     | .649  |
| 1946년      | 한신 오사카 | 105   | 494   | 438   | 77    | 152   | 19      | 13      | 1     | 200   | 61    | 10    | 13       | 6        | --       | 48    | --   | 2     | 26    | --       | .347  | .414     | .457     | .871  |
| 1947년      | 한신 오사카 | 109   | 465   | 396   | 68    | 123   | 15      | 11      | 2     | 166   | 52    | 19    | 9        | 1        | --       | 66    | --   | 2     | 31    | --       | .311  | .412     | .419     | .831  |
| 1948년      | 한신 오사카 | 134   | 580   | 515   | 75    | 144   | 22      | 8       | 3     | 191   | 48    | 20    | 7        | 5        | --       | 56    | --   | 4     | 36    | --       | .280  | .355     | .371     | .726  |
| 1949년      | 한신 오사카 | 133   | 605   | 526   | 108   | 159   | 35      | 10      | 10    | 244   | 63    | 21    | 10       | 3        | --       | 72    | --   | 4     | 42    | --       | .302  | .390     | .464     | .854  |
| 1950년      | 한신 오사카 | 132   | 564   | 480   | 89    | 122   | 21      | 9       | 6     | 179   | 52    | 7     | 8        | 3        | --       | 77    | --   | 4     | 41    | 5        | .254  | .362     | .373     | .735  |
| 1951년      | 한신 오사카 | 116   | 537   | 456   | 81    | 147   | 23      | 18      | 9     | 233   | 58    | 11    | 4        | 5        | --       | 70    | --   | 6     | 34    | 3        | .322  | .419     | .511     | .930  |
| 1952년      | 한신 오사카 | 120   | 546   | 475   | 86    | 130   | 20      | 3       | 5     | 171   | 67    | 13    | 4        | 3        | --       | 64    | --   | 4     | 26    | 3        | .274  | .365     | .360     | .725  |
| 1953년      | 한신 오사카 | 127   | 578   | 486   | 96    | 159   | 25      | 11      | 8     | 230   | 64    | 27    | 9        | 1        | --       | 87    | --   | 4     | 33    | 0        | .327  | .433     | .473     | .907  |
| 1954년      | 한신 오사카 | 120   | 536   | 463   | 81    | 143   | 27      | 10      | 4     | 202   | 35    | 28    | 10       | 1        | 2        | 68    | --   | 2     | 47    | 5        | .309  | .398     | .436     | .834  |
| 1955년      | 한신 오사카 | 126   | 549   | 488   | 47    | 124   | 16      | 4       | 2     | 154   | 32    | 11    | 14       | 4        | 3        | 53    | 1    | 1     | 57    | 5        | .254  | .327     | .316     | .642  |
| 1956년      | 한신 오사카 | 67    | 203   | 179   | 18    | 31    | 2       | 1       | 1     | 38    | 9     | 5     | 0        | 1        | 1        | 19    | 0    | 3     | 31    | 1        | .173  | .262     | .212     | .475  |
| 1957년      | 한신 오사카 | 17    | 23    | 20    | 2     | 5     | 2       | 0       | 0     | 7     | 3     | 0     | 0        | 1        | 0        | 2     | 0    | 0     | 5     | 0        | .250  | .318     | .350     | .668  |
| 통산 : 15년 | 통산 : 15년 | 1476  | 6224  | 5354  | 881   | 1527  | 238     | 103     | 55    | 2136  | 568   | 187   | 99       | 62       | 6        | 764   | 1    | 38    | 457   | 22       | .285  | .378     | .399     | .777  |

- 굵은 글씨는 시즌 최고 성적, 붉은색 글씨는 일본 프로 야구 역대 최고 성적.
- 한신(한신군)은 1946년에 오사카(오사카 타이거스)로 구단명을 변경.